# Umberto Trippa
Umberto Trippa (Terni, 6 aprile 1931 – 18 dicembre 2015) è stato un lottatore italiano, specializzato nella lotta greco-romana.

## Biografia
Nato a Terni nel 1931, gareggiava nella lotta greco-romana, nella classe di peso dei 62 kg (pesi piuma).
Nel 1951 vinse il bronzo nei 70 kg ai primi Giochi del Mediterraneo di Alessandria d'Egitto.
A 21 anni partecipò ai Giochi olimpici di Helsinki 1952, nei 62 kg, vincendo 1º e 3º turno, ma perdendo il 2º e uscendo al 4º.
Nel 1953 fu argento nei 62 kg ai Mondiali di Napoli, dove chiuse dietro soltanto allo svedese Olle Anderberg.
2 anni dopo conquistò un altro argento, nei 63 kg, ai Giochi del Mediterraneo di Barcellona 1955.
L'anno successivo prese parte alle sue seconde Olimpiadi, quelle di Melbourne 1956, nei 62 kg, dove si fermò al 3º turno con una vittoria e due sconfitte.
A 29 anni chiuse la carriera, dopo aver partecipato ai suoi terzi Giochi olimpici, a Roma 1960, nei 62 kg, dove passò i primi 5 turni, ma venne sconfitto nella sfida per il bronzo contro il sovietico Konstantin Vyrupaev.
È morto nel dicembre 2015, all'età di 84 anni.

## Palmarès
- Campionati mondiali di lotta

Napoli 1953: argento nei -62 kg:
- Giochi del Mediterraneo

Alessandria d'Egitto 1951: bronzo nei -70 kg;
Barcellona 1955: argento nei -63 kg;